# Luigi Serafini
Ne doit pas être confondu avec Luigi Serafini (cardinal).

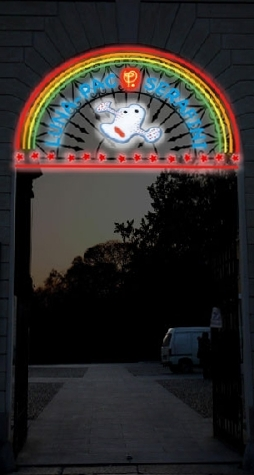
Luna Pac

Luigi Serafini, né le 4 août 1949 à Rome, est un artiste italien.

## Biographie
Après avoir terminé ses études d'architecture au Politecnico de Milan, Luigi Serafini a travaillé comme designer pour le bureau d' Ettore Sottsass , pour la télévision italienne, pour divers films de cinéma, dont La voce della luna de Federico Fellini  et comme concepteur de décors, de costumes et d'éclairages pour La Scala et le Piccolo Teatro de Milan.
Il devient le 8 juin 2016 Satrape du Collège de 'Pataphysique
Serafini a illustré, entre autres : Livres de Franz Kafka , Michael Ende et Jules Renard .

## Codex Seraphinianus
Le Codex Seraphinianus a été publié initialement dans une édition reliée limitée à 5 000 copies en 1981. Il a été republié ensuite cinq fois. La première fois en 1983 en langue anglaise, ensuite en anglais, espagnol et édition française dans les années 1990, chacune limitée à 5 000 copies et finalement de manière plus large en 2006 et 2013. En 2013, Luigi Serafini a publié une édition luxueuse, signée et numérotée, limitée à 600 exemplaires.